# Чарлз Гордон Фуллертон
Чарлз Гордон Фуллертон (англ. Charles Gordon Fullerton; 1936 — 2013) — космонавт НАСА. 1977 року брав участь в атмосферних польотах-випробуваннях (ALT) аеродинамічних якостей шатлів, літав на «Ентерпрайзі». Здійснив два космічні польоти: як пілот на шатлі «Колумбія» — STS-3 (1982) і як командир екіпажу на «Челленджері» — STS-51-F (1985).

## Народження та освіта

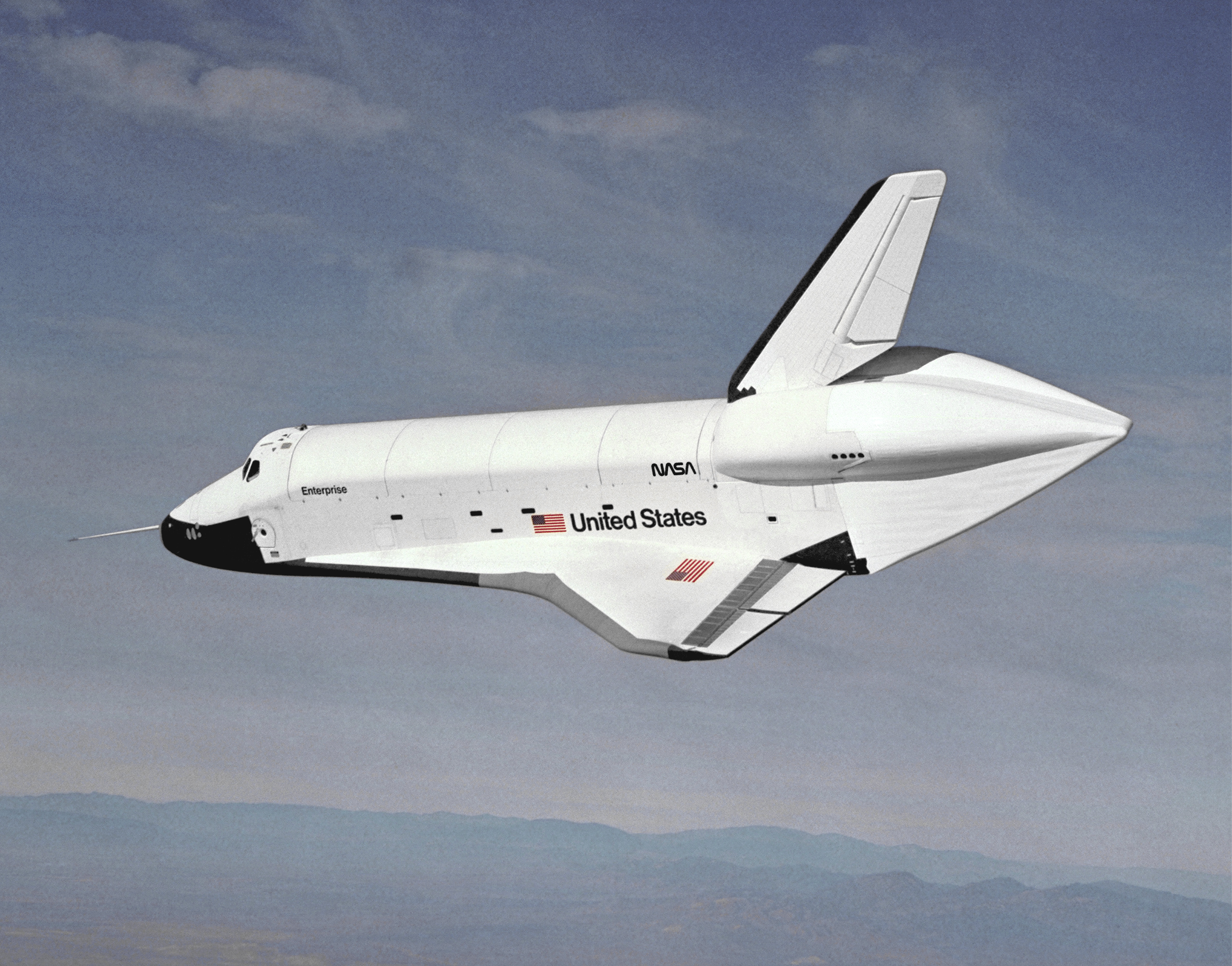
«Ентерпрайз» — випробувальний політ.

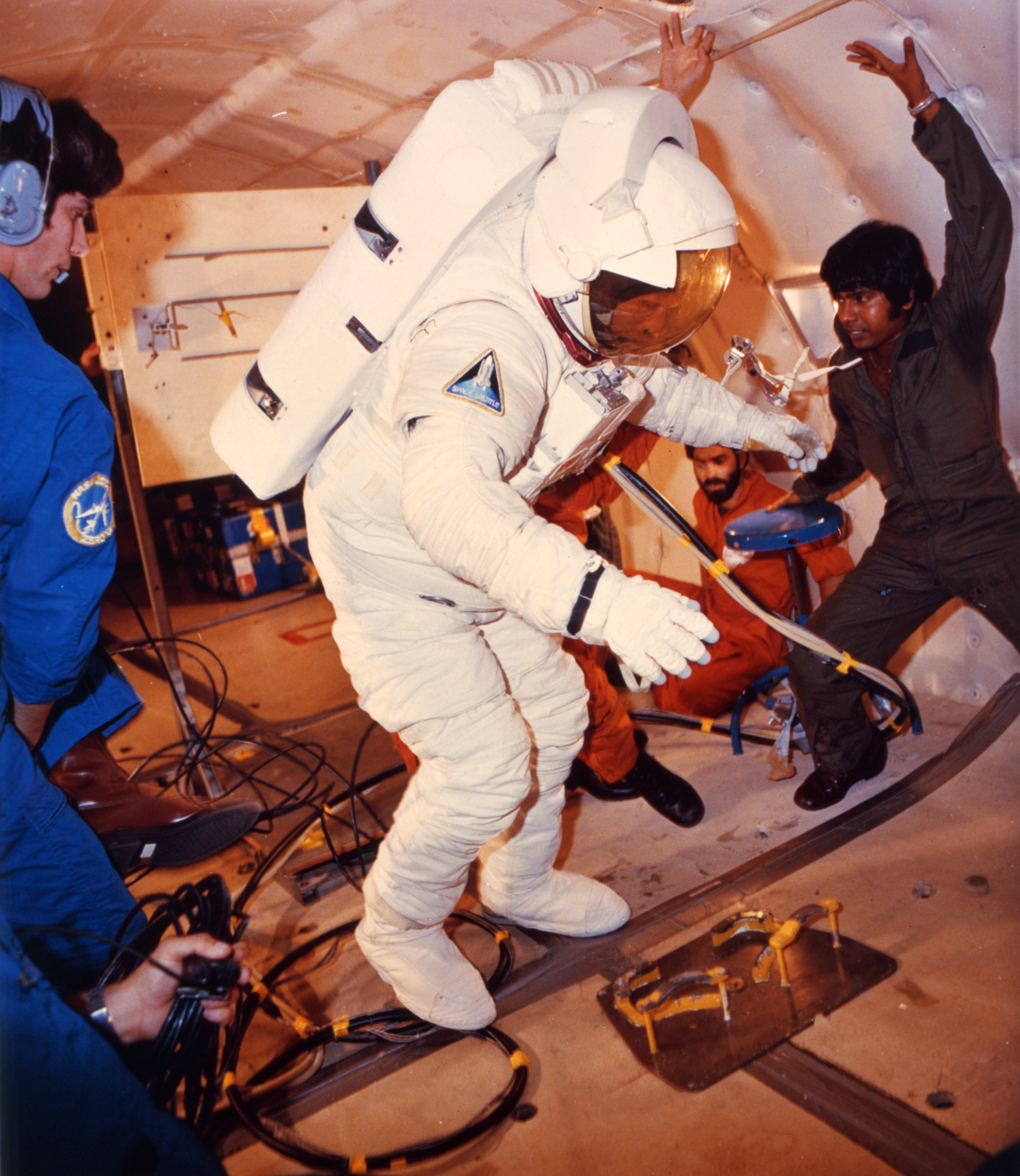
Фуллертон (у скафандрі) — навчання на борту літака «невагомості» KC-135 (1981 рік).

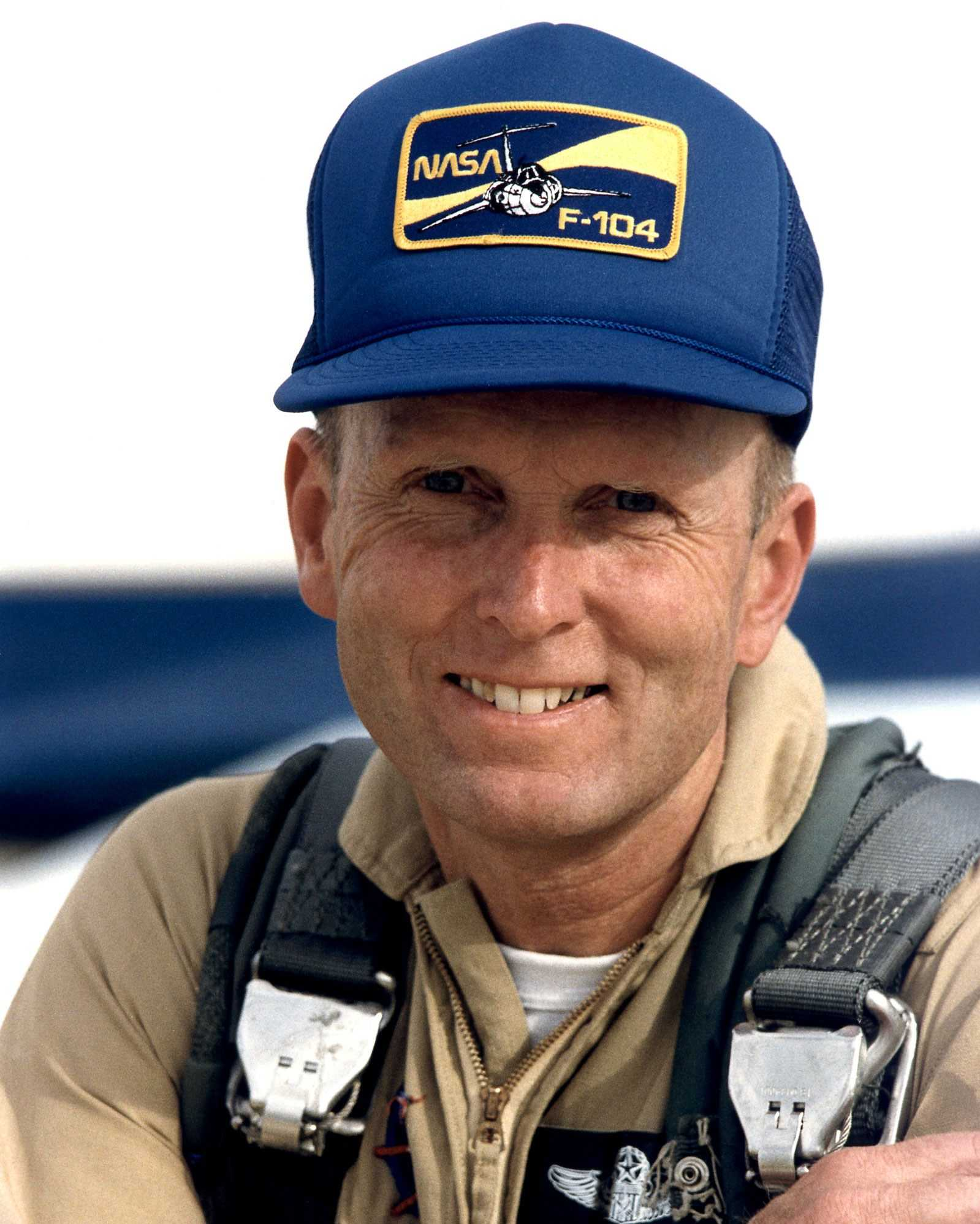
Фуллертон 1989 року.

Народився 11 жовтня 1936 року в місті Рочестер, штат Нью-Йорк. Закінчив середню школу імені Гранта у Портленді, штат Орегон. 1957 року закінчив Каліфорнійський технологічний інститут у Пасадині та отримав ступінь бакалавра наук з машинобудування. 1958 року в тому ж інституті отримав ступінь магістра наук з машинобудування.

## Військова кар'єра
1958 року кілька місяців до призову в армію працював інженером-конструктором-механіком у компанії «Hughes Aircraft», у Калвер-Сіті, штат Каліфорнія. На службі у ВПС США з 17 липня 1958 року. Пройшов початкову льотну підготовку на авіабазі ВПС Бенбрідж у Джорджії і на авіабазі ВПС Вебб у Техасі, а також підготовку пілота-перехоплювача F-86 на базі ВПС Перрен у Техасі у вересні 1959 року. З травня по грудень 1960 року проходив підготовку пілота-бомбардувальника на базі ВПС Макконелл у Канзасі. Потім служив пілотом літака B-47 у складі 303-го бомбардувального авіакрила стратегічного авіаційного командування США на базі ВПС Девіс-Монтего в Аризоні. У травні 1964 року закінчив аерокосмічну школу пілотів-дослідників на авіабазі Едвардс у Каліфорнії. Після закінчення Школи був направлений на службу льотчиком-випробувачем у Відділення бомбардувальної авіації на базі ВПС Райт-Паттерсон, штат Огайо, де служив до свого зарахування у загін космонавтів пілотованої орбітальної лабораторії (ПОЛ). Пройшов також підготовку у Школі офіцерів ескадрильї та закінчив Промисловий коледж збройних сил. Загальний наліт становить понад 16 000 годин на 135 типах літальних апаратів, у тому числі T-33, T-34, T-37, T-39, F-86, F-101, F-106, F-111, F-14, X-29, KC-135, C-140, B-47. Військове звання: другий лейтенант ВПС (1958 року). Капітан ВПС (1966 року). Полковник ВПС (у відставці з 1988.06.27).

## Космічна підготовка
17 червня 1966 року був одним з п'яти пілотів, відібраних за програмою MOL ВВС (другий набір за програмою MOL). Залишався у загоні до закриття програми у червні 1969 року. Після розформування загону MOL, у серпні 1969 року був зарахований до загону космонавтів НАСА у складі так званого 7-го набору. Пройшов курс загальнокосмічної підготовки. Входив до резервного екіпажу кораблів «Аполлон-14» та «Аполлон-17» як пілот місячного модуля. Був членом екіпажу підтримки «Аполлон-15» та «Аполлон-16». Під час польотів кораблів «Аполлон-14» — «Аполлон-17» виконував функції оператора зв'язку з екіпажем у Центрі керування у Х'юстоні. Після початку робіт за програмою Спейс шатл пройшов підготовку пілота шатла. 24 лютого 1976 року був призначений пілотом одного з двох екіпажів, які проводили 1977 року випробувальні польоти (ALT) шатла Ентерпрайз в атмосфері при скиданні з літака Боїнг-747 на висоті 25 000 футів (7620 м). Саме Чарльз Фуллертон разом з командиром корабля Фредом Гейзом виконали перший вільний політ на шатлі Ентерпрайз 12 червня 1977 року. 17 березня 1978 року був призначений пілотом у четвертий випробувальний політ шатла (Orbital Flight Test-4 — OFT-4), бо у червні 1979 року астронавт Фред Гейз пішов з НАСА, Фуллертон замінив його як пілота екіпажу третього випробувального польоту (OFT-3).

## Космічні польоти
- Перший політ — STS-3[3], шатл «Колумбія». З 22 по 30 березня 1982 року — пілот. Тривалість польоту склала 8 діб 6 хвилин[4].
- Другий політ — STS-51F[5], шатл «Челленджер». З 29 липня по 6 серпня 1985 року — командир екіпажу. Тривалість польоту склала 7 діб 22 години 46 хвилин. Цей політ — перший з космічною лабораторією Спейслеб. Було проведено 13 основних експериментів, зокрема, в областях: астрономія, фізика Сонця, вивчення іоносфери, біологія та кілька експериментів з суперрідиною гелієм[6].

Загальна тривалість польотів у космос — 15 діб 22 години 52 хвилини.

## Після польотів
Пішов з загону космонавтів у листопаді 1986 року. З листопада 1986 року працює льотчиком-дослідником у Дослідницькому центрі імені Драйдена на авіабазі Едвардс у Каліфорнії. Пілотував літак-носій НАСА NB-52 і літак для транспортування шатлу Боїнг-747. Брав участь у програмі випробувань корабля рятувальника для МКС X-38 (V-131R) як пілота літака NB-52. Пілотував NB-52 під час запуску з нього ракети-носія «Пегас». У вересні 1998 року брав участь у роботах у спільній американо-російській програмі «Об'єднані дослідження високих швидкостей» як один з двох американських пілотів надзвукового літака Ту-144ЛЛ (летюча лабораторія). Всі польоти виконувалися у Росії, у Центральному аерогідродинамічному інституті (ЦАГІ) імені Жуковського. Однак 31 липня 2002 року був зарахований до категорії астронавтів-менеджерів НАСА, продовжуючи працювати льотчиком-дослідником у Дослідницькому центрі імені Драйдена. У жовтні 2007 року був призначений помічником начальника Відділу керування польотами у Дослідницькому центрі імені Драйдена. У грудні 2007 року пішов із НАСА і зі своєї посади у Дослідницькому центрі імені Драйдена.
Чарлз Гордон Фуллертон помер 21 червня 2013 року на 77-му році життя.

## Нагороди
Нагороджений: Хрест льотних заслуг (США), Медаль «За видатну службу» (НАСА), Медаль «За виняткові заслуги», Медаль «За космічний політ» (1983 і 1985), Премія Американського Інституту аеронавтики та астронавтики, Член «Американського товариства астронавтики».

## Сім'я
Дружина — Мері Джаннет Баттнер. Дочка — Моллі Мері (26.06.1973), син — Ендрю Александер (24.10.1975). Захоплення: роботи по дереву, теніс та фотографування.